# Выступление Юрия Афанасьева на Первом Съезде народных депутатов СССР

Афанасьев клеймит инертное большинство депутатов с трибуны съезда

Выступление Юрия Афанасьева, на тот момент — ректора Московского историко-архивного института, на Первом съезде народных депутатов СССР 27 мая 1989 года оказалось в центре внимания советской и зарубежной прессы.
За публикацию текста выступления были уволены со своих постов ряд руководителей советских региональных газет. Эта речь артикулировала серьёзные противоречия между двумя группами депутатов: «прогорбачёвским» большинством и меньшинством в виде Межрегиональной депутатской группы. В тексте выступления Афанасьев, в частности, употребил по отношению к оппонентам выражения «сталинско-брежневский верховный совет» и «агрессивно-послушное большинство». Последнее закрепилось в политическом лексиконе, а впоследствии получило самостоятельное распространение среди политиков и публицистов и стало использоваться по отношению к любому политическому большинству, противостоящему реформам, став к настоящему моменту устойчивым жаргонным выражением.

## Обстановка перед началом выступления
По словам Аркадия Ваксберга, Большой зал перед выступлением Афанасьева был не просто переполнен, а буквально «забит» до отказа: сидели в проходах, на ступеньках, стояли у стен. Выступление Афанасьева предвещало сенсацию, поэтому к началу выступления в зал подтянулась делегация американских парламентариев во главе с сенатором Брэдли и не менее десятка иностранных журналистов.

## «Агрессивно-послушное большинство»
В 1989 году, лидером Межрегиональной депутатской группы, историком Юрием Афанасьевым, в адрес части депутатов 1-го Съезда народных депутатов СССР, собравшихся в Кремлёвском дворце съездов в Москве было употреблено выражение «агрессивно-послушное большинство» (выражение затем было подхвачено СМИ). Предыстория была такова: Основная часть из 2250 депутатов выступала мало, при этом вела себя агрессивно по отношению к представителям оппозиции: делегаты «захлопывали» выступления А. Д. Сахарова, шумели и свистели во время выступлений представителей Межрегиональной депутатской группы — Бориса Ельцина, Гавриила Попова, Анатолия Собчака, голосуя при этом в соответствии с линией президиума съезда — руководства ЦК КПСС
27 мая 1989 года на Съезде народных депутатов Юрий Афанасьев заявил:

Мы сформировали сталинско-брежневский Верховный Совет […] И я обращаюсь […] к этому, я бы сказал, агрессивно-послушному большинству, которое завалило вчера все те решения съезда, которые от нас ждет народ.

Всё выступление Афанасьева заняло около минуты, однако обсуждалось ещё в течение нескольких месяцев после окончания Съезда.

## Реакция делегатов съезда и оценки специалистов

### Первые впечатления депутатов
Писатель Борис Никольский в своём исследовании событий, происходивших на Съезде, и, в частности, колоритной речи Афанасьева, пишет, что тезис о «сталинско-брежневском» Верховном Совете был явным, намеренным вызовом, и вызов этот мгновенно расколол зал на две неравные части: одна — меньшая — его часть бурно аплодировала, другая — большая — негодующе, угрожающе рокотала, шумела, топала, всячески выражая свой гнев. И Афанасьев сразу ответил на эту реакцию зала новым ударом — обратившись к делегатам Съезда как к «агрессивно-послушному большинству». И снова негодующий шум прервал оратора. Теперь уже был вынужден вмешаться Михаил Горбачёв — на правах председательствующего он призвал к тишине. Своим выражением «агрессивно-послушное большинство» Афанасьев, по мнению Никольского, нарочно дразнил зал, и зал, словно бы ошарашенный этим издевательски вежливым обращением, этой оскорбительной формулировкой, которая потом надолго и несмываемо припечатается к большинству Съезда, вдруг замолкает, слушает. Афанасьев, в свою очередь, продолжает невозмутимо стоять на трибуне — ждёт, когда зал утихнет и произносит свою заключительную речь:
Я заканчиваю. Но я как раз прошу вас и не хлопать, и не кричать, потому что именно об этом я сюда и вышел сказать. Так вот, уважаемое агрессивно-послушное большинство, и Вы, Михаил Сергеевич, то ли внимательно прислушивающийся к этому большинству, то ли умело на него воздействующий. Мы можем и дальше продолжить так работу. Мы можем быть благостными, как к тому нас призывал отец Питирим. Но давайте всё-таки ни на минуту не забывать о тех, кто нас послал на этот Съезд. Они послали нас сюда не для того, чтобы мы вели себя благостно, а для того, чтобы мы изменили решительным образом положение дел в стране! [Аплодисменты зала]
Михаил Антонов, вспоминая о том, как, перекрывая шум возмущения, Афанасьев методически повторял: «Я обращаюсь именно к вам, к этому… агрессивно-послушному большинству», «так вот, уважаемое агрессивно-послушное большинство», — признаётся, что тако́го мы не слыхали и во времена застоя. По словам Антонова, даже Никита Хрущёв, известный своей прямотой, был более деликатен в выражениях во время приступов разносительства, периодически овладевавших им. По памяти Антонов называет только Кагановича, кто позволял себе подобное, упиваясь возможностью безнаказанно унижать людей. Как отметил Анатолий Собчак, выступление Афанасьева запомнилось ему особенно ярким и хлёстким.

### Реакция прессы
Газета «Правда» в завуалированной форме выразила своё неодобрение утверждений Афанасьева: «Высказанные поначалу кое-кем сомнения в „качестве“ депутатского корпуса, в неблагоприятном давлении агрессивно-послушного большинства не оправдались». «Литературная Россия» отметила лепту, которую Афанасьев внёс в создание «новой» Советской власти, заклеймив как агрессивно-послушное большинство народных депутатов, которые не поддерживают амбициозно-капризное меньшинство. Журнал «Посев» писал, что Юрий Афанасьев ошибся, назвав депутатов Верховного Совета агрессивно-послушным большинством — не все они агрессивно-послушные, среди них есть депутаты, которые выражают почти все интересы забастовщиков и своих избирателей. Фамилии однако названы не были.

### Оценки, данные политологами по прошествии времени
Спустя 19 лет, в 2008 году в эфире радиостанции «Эхо Москвы» российский политик и публицист Юрий Болдырев заявил:

Юрий Афанасьев тогда в 89-м году был выразителем ясно, четко, образно, компактно того, что в общем у всех было как-то в мыслях. Вот эта его фраза: Вы агрессивно-послушное большинство. Её, наверное, тогда знала вся страна.

Политолог Сергей Шелин, отмечает в журнале «Новое время» что в современной российской истории некоторое время не было того сплочённого, агрессивно-послушного большинства, которое существовало на рассвете российского, тогда — советского, парламентаризма. Оно опять возникло уже в 2000-х, и теперь оно стало, скорее молчаливо-послушным.
Доктор исторических наук, профессор Дмитрий Ефимович Фурман прослеживает постепенную смену общественно-политических сил, в то или иное время попадавших в категорию «агрессивно-послушного большинства»: В 1991 году это были Горбачёв и горбачёвцы. В 1993-м — травившие за два года до этого Горбачёва российские депутаты, которых Ельцин держал в осаде, отключив свет и воду. В 1996-м — противники Ельцина, начисто лишённые доступа к средствам массовой информации, а в 2000-м — это богатые и элегантные энтэвэшники, которые им этого доступа не давали. В связи с чем, Фурман приходит к выводу что демократично — это просто то, что порядочно. Демократично — быть на стороне тех, кого, попирая право, преследует за выражаемые ими взгляды власть и на кого набрасывается «агрессивно-послушное большинство».
Сам Афанасьев, спустя пятнадцать лет после событий Съезда, уже в должности президента Российского государственного гуманитарного университета, академика РАЕН, отмечает что практически ничего не изменилось с тех пор:
Полтора десятилетия прошло с тех пор, как, выступая на одном из заседаний Съезда народных депутатов СССР, я сказал то, что предельно наболело в тот момент: нами правит «агрессивно-послушное большинство». Термин прижился, вошел в лексикон политологов и историков. Многое с тех пор изменилось, но, как ни удивительно, очень многое при этом осталось без перемен. Ведь то же самое большинство в разных его ипостасях и качествах — а у него в то или иное время может проявляться различный уровень агрессивности, покорности, послушности — как раз и представляет собой один из основополагающих элементов традиционного общества. По существу, весь традиционализм на таком большинстве и зиждется. Правда, не только на этом, потому что и усредненная серость, и усредненная бедность, и святая усредненная простота — всё это тоже элементы традиционного общества. К сожалению, такое большинство, которое не дает проявиться ни инициативе, ни чему-то оригинальному, — тоже наша характерная особенность.

### Оценки зарубежных политологов
Согласно исследователю коммунистической партии СССР, почётному профессору университета Пердью, д-ру Рольфу Тину, фраза Агрессивно-послушное большинство была лишь реакцией Афанасьева на результаты голосований предыдущих дней съезда. Декан факультета истории Рутгерского университета, профессор Дональд Келли, называет агрессивно-послушное большинство воплотителями воли Горбачёва в Верховном Совете, а Межрегиональную Депутатскую Группу, — лидером которой был Афанасьев, — выразителями идей демократической оппозиции.
Доцент факультета истории в университете Гонзага Кевин О’Коннор отмечает, что несмотря на то что Верховным Советом заправляло агрессивно-послушное большинство, речь Юрия Афанасьева, это большинство клеймившего, была довольно фривольной по советским меркам. Профессор политических наук и заведующий департаментом русистики при университете Стетсона Юджин Хаски, делает вывод, что раз уж Верховный Совет СССР и являл собою агрессивно-послушное большинство, то это большинство, среди прочего, могло саботировать и работу неугодного ему правительства и чиновников исполнительной власти, просто-напросто не голосуя за предложенных кандидатов на посты министров и руководителей ведомств.

### Оценки лингвистов
Создатель и руководитель научной школы изучения функционирования русского языка в современном обществе О. Б. Сиротинина пишет, что Афанасьев — бесспорный носитель элитарного типа речевой культуры, преподаватель вуза, имеющий огромный опыт лекторской деятельности и вообще устной речи. Но и его выступления на съезде не достигали своей цели. И вина в этом, согласно Сиротининой, не только «агрессивно-послушного большинства» депутатов, но и самого выступающего. Складывается впечатление, что главной целью Ю. Н. Афанасьева было не убедить зал в своей правоте, а прежде всего заявить свою и межрегиональной группы, от имени и по поручению которой он выступал, позицию. Но для успешной коммуникации заявить позицию мало, надо ещё донести эту позицию до слушателей, постараться убедить депутатов в своей правоте. Это Ю. Н. Афанасьеву не удалось, и, как кажется, во многом неудача была связана с неумением говорить не академическим языком, а просто, доступно для большинства депутатов. Складывается впечатление, что Ю. Н. Афанасьев к этому и не стремился: он не уважал агрессивно-послушное большинство (им же предложенный термин) депутатов, и это чувствовалось в его выступлениях. Сиротинина убеждена, что неуважение (у Ю. Н. Афанасьева фактически даже презрение) адресата в хорошей речи недопустимо. Из-за презрения к залу речь Ю. Н. Афанасьева тоже не была ни достаточно громкой, ни эмоциональной, ни доступной — не было сделано ничего для того, чтобы убедить, а не просто сообщить правильные положения.

## Новое в филологии
Своей короткой речью Афанасьев фактически ввёл в оборот новое прилагательное агрессивно-послушный, то есть проявляющий враждебность по отношению к инакомыслящим и всегда согласный с любыми начинаниями власти. Юмористический журнал «Крокодил» съязвил по этому поводу с явным намёком на речь Афанасьева: «Филологи в смятении. Две незабываемые недели первого Съезда народных депутатов обогатили наш словарь новыми выражениями, например, „агрессивно-послушное большинство“». Само же словосочетание вошло во множество словарей, в частности в три редакции Словаря современных цитат Константина Васильевича Душенко, Большой словарь крылатых слов русского языка Беркова и Мокиенко и другие словари.

## Выражение стало крылатым
Фраза об «агрессивно-послушном большинстве», сказанная Афанасьевым с трибуны Первого съезда нардепов, стала крылатой.
В феврале 1991 года на II съезде движения «Демократическая Россия» один из его делегатов Павел Кудюкин иронично поздравил уже самого Юрия Афанасьева, избранного после широких дебатов с представителями оппозиции, существовавшей внутри движения, его председателем, заявил что тот «стал наконец руководителем агрессивно-послушного большинства».